# Leskea subfiliramea
Leskea subfiliramea är en bladmossart som beskrevs av Brotherus och Jean Édouard Gabriel Narcisse Paris 1911. Leskea subfiliramea ingår i släktet Leskea och familjen Leskeaceae. Inga underarter finns listade i Catalogue of Life.